# Club Deportivo Guaraní Antonio Franco
O Club Deportivo Guaraní Antonio Franco, também conhecido como Guaraní Antonio Franco, é um clube esportivo argentino localizado no bairrio de Villa Sarita, na cidade de Posadas, capital do departamento de Capital e da província de Misiones. O clube foi fundado em 12 de junho de 1932 e ostenta as cores vermelho e branco.
Sua principal atividade esportiva é o futebol. O clube disputa atualmente o Torneo Regional Federal Amateur, quarta divisão do Campeonato Argentino de Futebol para clubes indiretamente afiliados à Associação do Futebol Argentino (AFA), e a Liga Posadeña de Fútbol.
O clube manda seus jogos no estádio Clemente Argentino Fernández de Oliveira, do qual é proprietário, e cuja inauguração ocorreu em 15 de agosto de 1963. A praça esportiva, também localizada em Posadas, conta com capacidade para aproximadamente 12 000 espectadores.

## História

### Fundação
Em 12 de junho de 1932, um grupo de jovens do bairro de Villa Sarita, na cidade de Posadas, órfãos após o fechamento do Club Sportivo Colombo, decidiram que era preciso fazer algo para mudar essa realidade. Assim, após o conselho de um enfermeiro público chamado Antonio Franco, reuniram-se para fundar um novo clube de futebol, o Club Sportivo Guaraní. O encontro aconteceu na loja de Franco, localizada na então chamada Rua Ayacucho (atual Ángel Acuña) e Ivanowski.

### Origem do nome
Outro profissional médico e colega de Antonio Franco, o Dr. Pablo Osvaldo Ruiz, foi quem sugeriu que o novo time jogasse com o nome Guaraní em homenagem aos povos originários da região. O primeiro presidente do clube foi o próprio Antonio Franco, que faleceu poucos anos após a fundação da instituição e esta decidiu incluir seu nome ao "Guaraní" como homenagem, tornando-se o Club Deportivo Guaraní Antonio Franco.
| 1932 – 1933 | Club Sportivo Guaraní                                               |
| 1933        | Cisão em dois clubes: Club Sportivo Colorados e Club Guaraní Azules |
| 1934        | Fusão dos clubes Guaraní Colorados e Guaraní Azules                 |
| Desde 1935  | Club Deportivo Guaraní Antonio Franco                               |

## Estádio
O estádio fica localizado na quadra delimitada pelas ruas Ramón García, Ivanowsky e Angel Acuña, na cidade de Posadas. Seu nome oficial é "Clemente Argentino Fernández de Oliveira", em homenagem a um também ex-presidente da instituição missionera. A arquibancada coberta foi batizada como "Américo Arguello", em clara homenagem do clube a um de seus ex-presidente.
| Nome oficial   | Clemente Argentino Fernández de Oliveira                                     |
| Origem do nome | Homenagem a Clemente Argentino Fernández de Oliveira, ex-dirigente do clube. |
| Ruas (calles)  | Ramón García, Ivanoski, Ángel Acuña e Pedernera                              |
| Bairro         | Villa Sarita                                                                 |
| Localidade     | Posadas                                                                      |
| Departamento   | Capital                                                                      |
| Província      | Misiones                                                                     |
| Inauguração    | 15 de agosto de 1963                                                         |
| Capacidade     | 12 000                                                                       |

## Cronologia no Futebol Argentino
| Tipo de Afiliação      | Indireta                                                                        |
| Liga de Origem         | Liga Posadeña de Fútbol                                                         |
| Torneios Não Regulares |                                                                                 |
| Temporada              | 1959                                                                            |
| Competição             | Campeonato de Campeones de la República Argentina – Primeira Divisão (Interior) |
| Organizador            | Associação do Futebol Argentino                                                 |
| Torneios Regulares     |                                                                                 |
| Temporada              | 1986–87                                                                         |
| Competição             | Primera Nacional B – Segunda Divisão                                            |
| Nome da Associação     | Associação do Futebol Argentino                                                 |

| Divisão                     | Competição                                        | Período                                                                               | Associação |
| --------------------------- | ------------------------------------------------- | ------------------------------------------------------------------------------------- | ---------- |
| Primeira Divisão            | Campeonato Nacional                               | 1971, 1981, 1982, 1985                                                                | AFA        |
| Primeira Divisão (Interior) | Campeonato de Campeones de la República Argentina | 1959                                                                                  | AFA        |
| Segunda Divisão             | Primera Nacional B                                | 1986–87 a 1987–88, 2014 a 2015                                                        | AFA        |
| Segunda Divisão (Interior)  | Torneo Regional                                   | 1967, 1968, 1969, 1971, 1973, 1974, 1979, 1980, 1981, 1982, 1983, 1984, 1985, 1985–86 | CFFA (AFA) |
| Terceira Divisão            | Torneo Zonal Noroeste                             | 1989, 1993                                                                            | AFA        |
| Terceira Divisão (Interior) | Torneo del Interior                               | 1988–89, 1990–91, 1992–93, 1993–94                                                    | CFFA (AFA) |
| Terceira Divisão (Interior) | Torneo Argentino A                                | 1995–96 a 1996–97, 2012–13 a 2013–14                                                  | CFFA (AFA) |
| Terceira Divisão (Interior) | Torneo Federal A                                  | 2016 a 2017–18                                                                        | CFFA (AFA) |
| Quarta Divisão (Interior)   | Torneo Argentino B                                | 2000–01, 2003–04, 2004–05 a 2011–12                                                   | CFFA (AFA) |
| Quarta Divisão (Interior)   | Torneo Regional Federal Amateur                   | Desde 2019                                                                            | CFFA (AFA) |

## Títulos
| NACIONAIS | NACIONAIS                         | NACIONAIS | NACIONAIS |
|           | Competição                        | Títulos   | Temporadas |
| --------- | --------------------------------- | --------- | --- |
|           | Campeonato Argentino - 2° Divisão | -         | Torneo Regional 1971, 1981, 1982, 1985 |
|           | Campeonato Argentino - 3° Divisão | 1         | Torneo Argentino B 2011-12 |
| REGIONAIS |                                   |           | |
|           | Competição                        | Títulos   | Temporadas |
|           | Campeonato Provincial - Misiones  | 1         | 2022 |
|           | Liga Posadeña de Fútbol           | 35        | 1937, 1938, 1940, 1943, 1954, 1955, 1956, 1957, 1959, 1961, 1962, 1964, 1965, 1966, 1967, 1968, 1970, 1972, 1973, 1978, 1979, 1981, 1982, 1983, 1985, 1987, 1991, 1995, 2000, 2002, 2004 (Clausura), 2005 (Clausura), 2006 (Clausura), 2011, 2022 (Apertura) |

## Presidentes
Antonio Franco foi o primeiro presidente do clube. Posteriormente, a presidência da instituição foi assumida por nomes como Manuel C. Toledo, Augusto de Santis, Pedro Fernículo, Hector Molina Gómez, Juan Ricaux, Carlos Bertrán, Miguel Berraz Ramírez ou Ambrosio César Lafuente. Alguns deles também foram homenageados, como Américo Arguello, com quem tiveram um pequeno detalhe ao inscrever seu nome nas arquibancadas cobertas, Clemente Argentino Fernández de Oliveira, que deu nome ao estádio do clube ou nomes de políticos ilustres como César Napoleón Ayrault, ex-governador de Misiones e nome dado à arquibancada sul do estádio. Mais recentemente, tivemos como presidentes Luis Agulla, César Decamili e Roberto Enríquez e atualmente Patricio Vedoya.
Patricio Vedoya assumiu o cargo de presidente do Guaraní Antonio Franco em 26 de junho de 2017. Foi reeleito para um terceiro mandato de dois anos em 30 de junho de 2022. Antes de Bedoya, a presidência do clube, esteve por quase 10 anos a cargo de Roberto Enríquez.